# Thomas Shardelow
Thomas Frederick Shardelow –conocido como Tommy Shardelow– (Durban, 11 de noviembre de 1931-3 de julio de 2019) fue un deportista sudafricano que compitió en ciclismo en la modalidad de pista, especialista en las pruebas de tándem y persecución por equipos.
Participó en dos Juegos Olímpicos de Verano, en los años 1952 y 1956, obteniendo dos medallas de plata en Helsinki 1952, en las pruebas de persecución por equipos (junto con Alfred Swift, George Estman, Robert Fowler) y tándem (haciendo pareja con Raymond Robinson).

## Medallero internacional
| Juegos Olímpicos | Juegos Olímpicos      | Juegos Olímpicos | Juegos Olímpicos        |
| Año              | Lugar                 | Medalla          | Competición             |
| ---------------- | --------------------- | ---------------- | ----------------------- |
| 1952             | Helsinki ( Finlandia) | Medalla de plata | Persecución por equipos |
| 1952             | Helsinki ( Finlandia) | Medalla de plata | Tándem                  |